# سوفیا کاستانیون
سوفیا کاستانیون (اسپانیایی: Sofía Castañón‎؛ زادهٔ ۱ نوامبر ۱۹۸۳)  سیاستمدار، نویسنده، روزنامه‌نگار و شاعر اهل اسپانیا است. وی دانش‌آموختهٔ رشتهٔ لغت‌شناسی اسپانیایی است.
از فیلم‌ها یا مجموعه‌های تلویزیونی که وی در آن‌ها نقش داشته است، می‌توان به «چنین گوید شاعر» (۲۰۱۴) اشاره نمود.